# The Playhouse
The Playhouse és una pel·lícula de comèdia muda estatunidenca de dos rodets del 1921 escrita, dirigida i protagonitzada per Buster Keaton. Té una durada de 22 minuts i és més famosa per una seqüència d'obertura on Keaton interpreta tots els papers.

## Trama
La pel·lícula es configura com una sèrie de trucs humorístics sobre l'audiència, amb una duplicació constant, i en què les coses poques vegades són el que en un primer moment semblen. S'obre amb Keaton assistint a un espectacle de varietats. Keaton interpreta el director i tots els membres de l'orquestra, els actors, ballarins, maquinistes, joglars i tots els membres del públic, homes i dones. Com a membre del públic, Keaton es gira cap a la "dona" asseguda al seu costat i comenta: "Aquest company Keaton sembla ser tot l'espectacle". Aquesta va ser una burla d'un dels contemporanis de Keaton, Thomas Ince, que es va acreditar generosament en les seves produccions cinematogràfiques. En entrevistes amb Kevin Brownlow, Keaton afirma que va donar el crèdit del director a Cline principalment perquè no volia semblar massa com a Ince: "Havia bromejat coses així, i vaig dubtar a posar el meu propi nom com a director i escriptor".
Aquesta elaborada seqüència de fotografia trucada resulta ser només un somni quan Joe Roberts desperta Keaton del llit. Aleshores, el dormitori resulta que no és un dormitori, sinó un plató en un escenari.
A la segona meitat de la pel·lícula, el personatge de Keaton s'enamora d'una noia que resulta ser una bessona. Li costa distingir la bessona que li agrada de la que no. Una Virginia Fox sense acreditar interpreta una de les bessones. Eddie Cline va coescriure la producció i apareix, sense acreditar, com un entrenador de micos, el mico del qual Keaton fa passar per l'escenari després de deixar escapar accidentalment l'animal.

## Repartiment
- Buster Keaton com a públic / orquestra / Mr. Brown - primer joglar / segon joglar / interlocutors / traçador
- Eddie Cline com a entrenador d'orangutans (sense acreditar)
- Virginia Fox com a bessona (sense acreditar)
- Joe Roberts com a actor i director d'escena (sense acreditar)
- Monte Collins com a veterà de la guerra civil (sense acreditar)
- Joe Murphy com a Un dels Zuaves (sense acreditar)
- Jess Weldon com un dels zouaves (sense acreditar)
- Ford West com a Stage Hand (sense acreditar)

## Producció

### Desenvolupament
Keaton s'havia fracturat el turmell a la pel·lícula en què va treballar abans d'aquesta, així que The Playhouse es va basar més en tècniques cinematogràfiques i gags visuals que en treballs d'acrobàcies. Fa referència a gags de la carrera de vodevil de Keaton amb The Three Keatons, i també dibuixa temes de les actuacions d'Annette Kellerman, que va utilitzar 100 miralls per crear la il·lusió que n'hi havia més d'una. Tot i que Keaton interpretava totes les parts de la primera escena de l'obra, s'havia plantejat interpretar totes les parts en tota la pel·lícula. Però es va abstenir de fer-ho per la preocupació que "el públic es cansi de l'acudit o pensi que ho va fer com a demostració del seu virtuosisme interpretatiu". Més tard es va penedir de no haver interpretat tots els papers del film.

### Rodatge
La representació de Keaton de nou membres d'un espectacle de joglars va requerir l'ús d'una caixa especial mate davant de la lent de la càmera. Tenia nou tires de metall exactament mecanitzades que es podien moure cap amunt i cap avall independentment les unes de les altres. Elgin Lessley, el càmera de Keaton, va rodar l'extrema esquerra Keaton amb el primer obturador cap amunt i els altres cap avall. Després va rebobinar la pel·lícula, va obrir el segon segment i va tornar a filmar el següent Keaton en seqüència. Aquest procediment es va repetir set vegades més. La càmera estava enrotllada a mà, de manera que la mà de Lessley havia d'estar absolutament estable durant el rodatge per evitar qualsevol variació de velocitat. Keaton va sincronitzar els seus moviments per al ball de cada personatge amb la música d'un intèrpret de banjo que tocava juntament amb un metrònom, cosa que no és un problema en una pel·lícula muda. Van passar dècades abans que Keaton, que va ser-ne el responsable, revelés la seva tècnica a altres cineastes.

## Estrena
The Playhouse wes va estrenar el 6 d'octubre de 1921 i fou distribuïda per First National Attraction